# Campionat cearense

Campionat cearense / Ceará

El Campionat Cearense és la competició futbolística de l'estat de Ceará.

## Campions
Font:
- 1915:  Ceará (1)
- 1916:  Ceará (2)
- 1917:  Ceará (3)
- 1918:  Ceará (4)
- 1919:  Ceará (5)
- 1920:  Fortaleza (1)
- 1921:  Fortaleza (2)
- 1922:  Ceará (6)
- 1923:  Fortaleza (3)
- 1924:  Fortaleza (4)
- 1925:  Ceará (7)
- 1926:  Fortaleza (5)
- 1927:  Fortaleza (6)
- 1928:  Fortaleza (7)
- 1929:  Maguari (1)
- 1930:  Orion (1)
- 1931:  Ceará (8)
- 1932:  Ceará (9)
- 1933:  Fortaleza (8)
- 1934:  Fortaleza (9)
- 1935:  América (CE) (1)
- 1936:  Maguari (2)
- 1937:  Fortaleza (10)
- 1938:  Fortaleza (11)
- 1939:  Ceará (10)
- 1940:  Tramways (1)
- 1941:  Ceará (11)
- 1942:  Ceará (12)
- 1943:  Maguari (3)
- 1944:  Maguari (4)
- 1945:  Ferroviário (1)
- 1946:  Fortaleza (12)
- 1947:  Fortaleza (13)
- 1948:  Ceará (13)
- 1949:  Fortaleza (14)
- 1950:  Ferroviário (2)
- 1951:  Ceará (14)
- 1952:  Ferroviário (3)
- 1953:  Fortaleza (15)
- 1954:  Fortaleza (16)
- 1955:  Calouros do Ar (1)
- 1956:  Gentilândia (1)
- 1957:  Ceará (15)
- 1958:  Ceará (16)
- 1959:  Fortaleza (17)
- 1960:  Fortaleza (18)
- 1961:  Ceará (17)
- 1962:  Ceará (18)
- 1963:  Ceará (19)
- 1964:  Fortaleza (19)
- 1965:  Fortaleza (20)
- 1966:  América (CE) (2)
- 1967:  Fortaleza (21)
- 1968:  Ferroviário (4)
- 1969:  Fortaleza (22)
- 1970:  Ferroviário (5)
- 1971:  Ceará (20)
- 1972:  Ceará (21)
- 1973:  Fortaleza (23)
- 1974:  Fortaleza (24)
- 1975:  Ceará (22)
- 1976:  Ceará (23)
- 1977:  Ceará (24)
- 1978:  Ceará (25)
- 1979:  Ferroviário (6)
- 1980:  Ceará (26)
- 1981:  Ceará (27)
- 1982:  Fortaleza (25)
- 1983:  Fortaleza (26)
- 1984:  Ceará (28)
- 1985:  Fortaleza (27)
- 1986:  Ceará (29)
- 1987:  Fortaleza (28)
- 1988:  Ferroviário (7)
- 1989:  Ceará (30)
- 1990:  Ceará (31)
- 1991:  Fortaleza (29)
- 1992:  Fortaleza (30),
      Ceará (32),
      Tiradentes (1)
     i  Icasa EC (1)
- 1993:  Ceará (33)
- 1994:  Ferroviário (8)
- 1995:  Ferroviário (9)
- 1996:  Ceará (34)
- 1997:  Ceará (35)
- 1998:  Ceará (36)
- 1999:  Ceará (37)
- 2000:  Fortaleza (31)
- 2001:  Fortaleza (32)
- 2002:  Ceará (38)
- 2003:  Fortaleza (33)
- 2004:  Fortaleza (34)
- 2005:  Fortaleza (35)
- 2006:  Ceará (39)
- 2007:  Fortaleza (36)
- 2008:  Fortaleza (37)
- 2009:  Fortaleza (38)
- 2010:  Fortaleza (39)
- 2011:  Ceará (40)
- 2012:  Ceará (41)
- 2013:  Ceará (42)
- 2014:  Ceará (43)
- 2015:  Fortaleza (40)
- 2016:  Fortaleza (41)
- 2017:  Ceará (44)
- 2018:  Ceará (45)
- 2019:  Fortaleza (42)
- 2020:  Fortaleza (43)
- 2021:  Fortaleza (44)
- 2022:  Fortaleza (45)
- 2023:  Fortaleza (46)
- 2024:  Ceará (46)
- 2025:  Ceará (47)

## Títols per equip
- Ceará Sporting Club (Fortaleza) 47 títols
- Fortaleza Esporte Clube (Fortaleza) 46 títols
- Ferroviário Atlético Clube (Fortaleza) 9 títols
- Sport Club Maguari (Fortaleza) 4 títols
- América Football Club (Fortaleza) 2 títols
- Calouros do Ar Futebol Clube (Fortaleza) 1 títol
- Gentilândia Atlético Clube (Fortaleza) 1 títol
- Orion Futebol Clube (Fortaleza) 1 títol
- Tramways Sport Club (Fortaleza) 1 títol
- Icasa Esporte Clube (Juazeiro do Norte) 1 títol
- Associação Esportiva Tiradentes (Fortaleza) 1 títol